# Promenade départementale des Vallons-de-la-Bièvre
Ne doit pas être confondu avec Coulée verte René-Dumont.
La promenade départementale des Vallons-de-la-Bièvre, appelée à l'origine et toujours nommée « Coulée verte du sud parisien » dans le département de l'Essonne est un parc linéaire situé au-dessus ou à côté des voies du TGV atlantique entre le boulevard périphérique de Paris et Massy. Cette emprise, occupée aujourd'hui par le TGV, avait été initialement réservée pour la ligne de chemin de fer de Paris à Chartres par Gallardon, jamais achevée, puis pour le prolongement de l'autoroute A10 vers Paris (porte de Vanves), qui a été abandonné.
Elle a été étudiée et réalisée entre 1989 et 1993 par le Syndicat mixte d'étude et de réalisation de la coulée verte du sud parisien (SMER) qui comprend la région Île-de-France, les départements de l'Essonne et des Hauts-de-Seine et les neuf communes traversées (Malakoff, Châtillon, Bagneux, Fontenay-aux-Roses, Sceaux, Châtenay-Malabry, Antony, Verrières-le-Buisson, et Massy). Dans les Hauts-de-Seine, la Coulée verte est devenue la promenade des Vallons-de-la-Bièvre à la suite de l’approbation du Schéma départemental des parcours buissonniers, le 11 avril 2008. Elle est entretenue depuis 2003 par le conseil départemental des Hauts-de-Seine, sur la partie située dans ce département, de Malakoff à Antony.

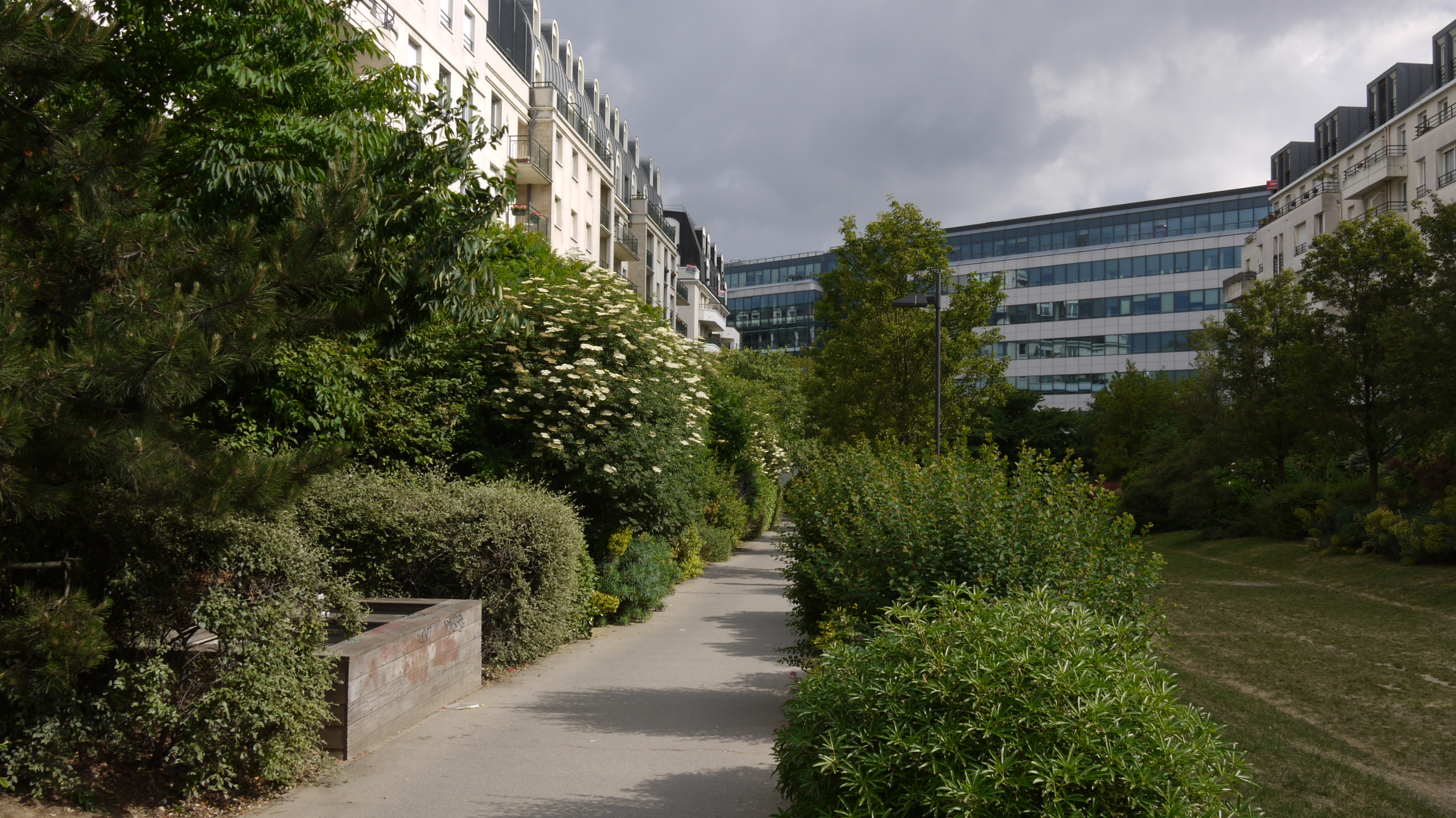
La Coulée verte se faufile entre les immeubles d'habitation à Châtillon.

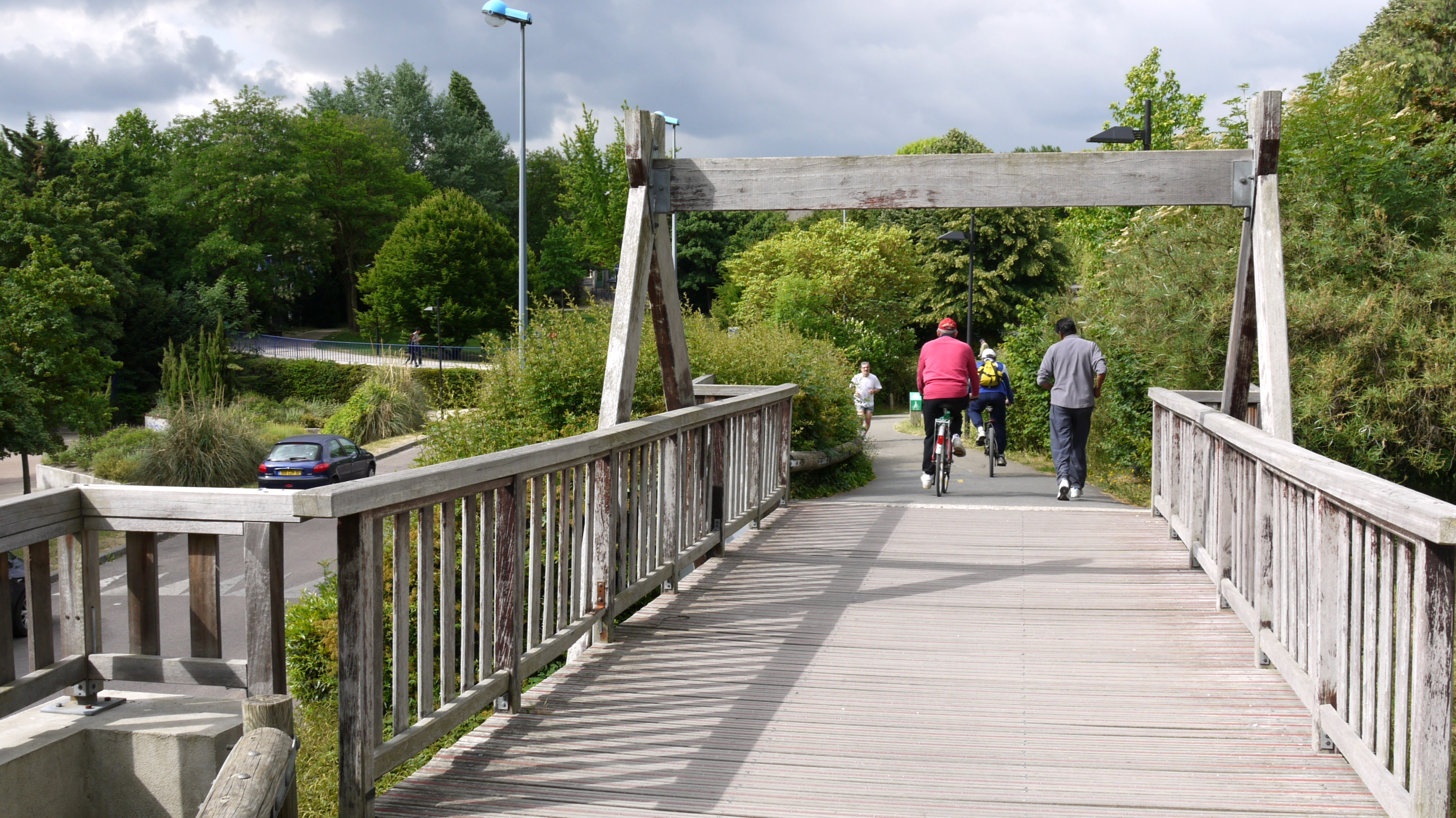
Plusieurs passerelles ont été construites pour franchir les obstacles comme ici à Fontenay-aux-Roses.

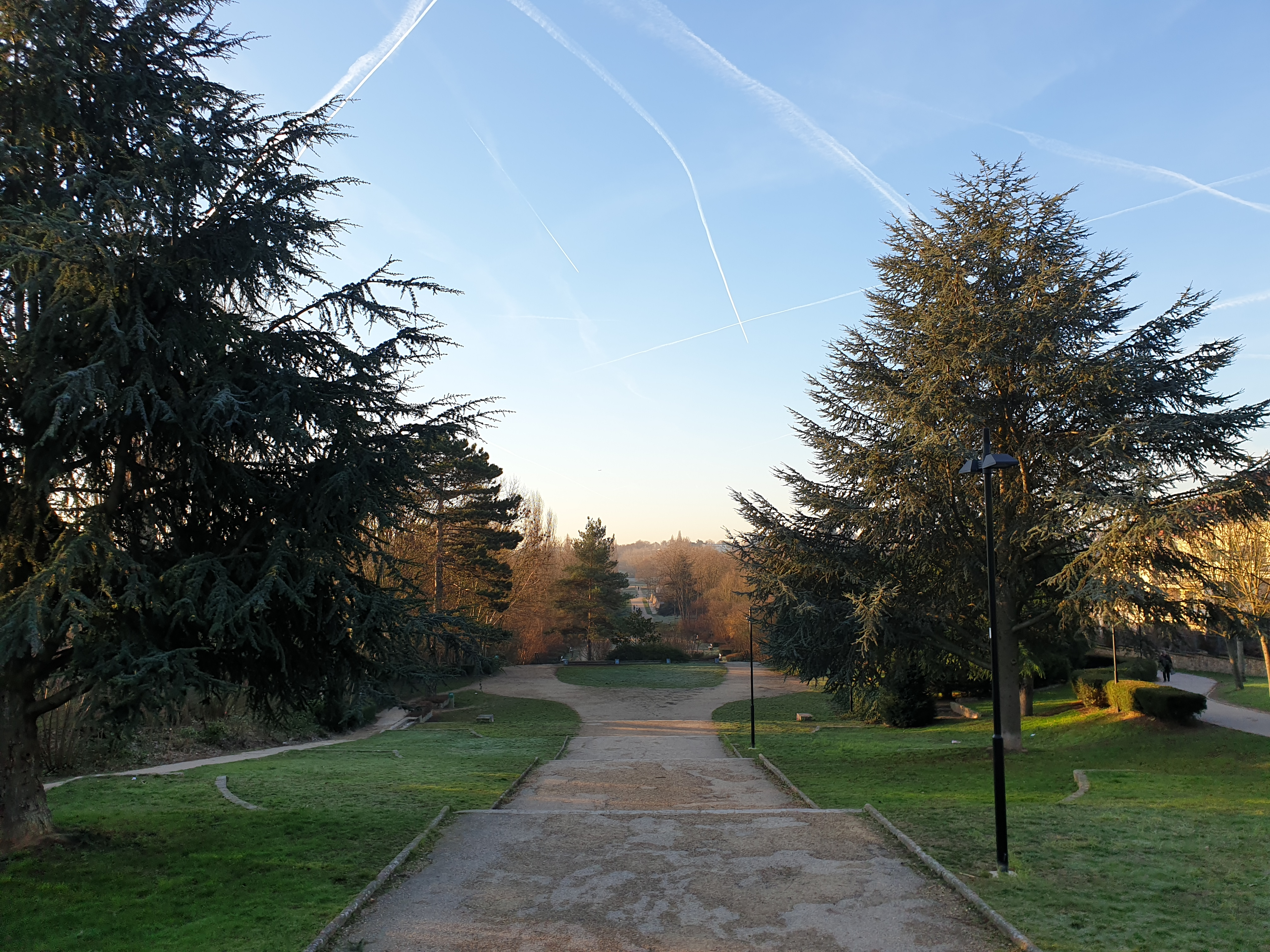
La Coulée verte justifie son nom à Sceaux.

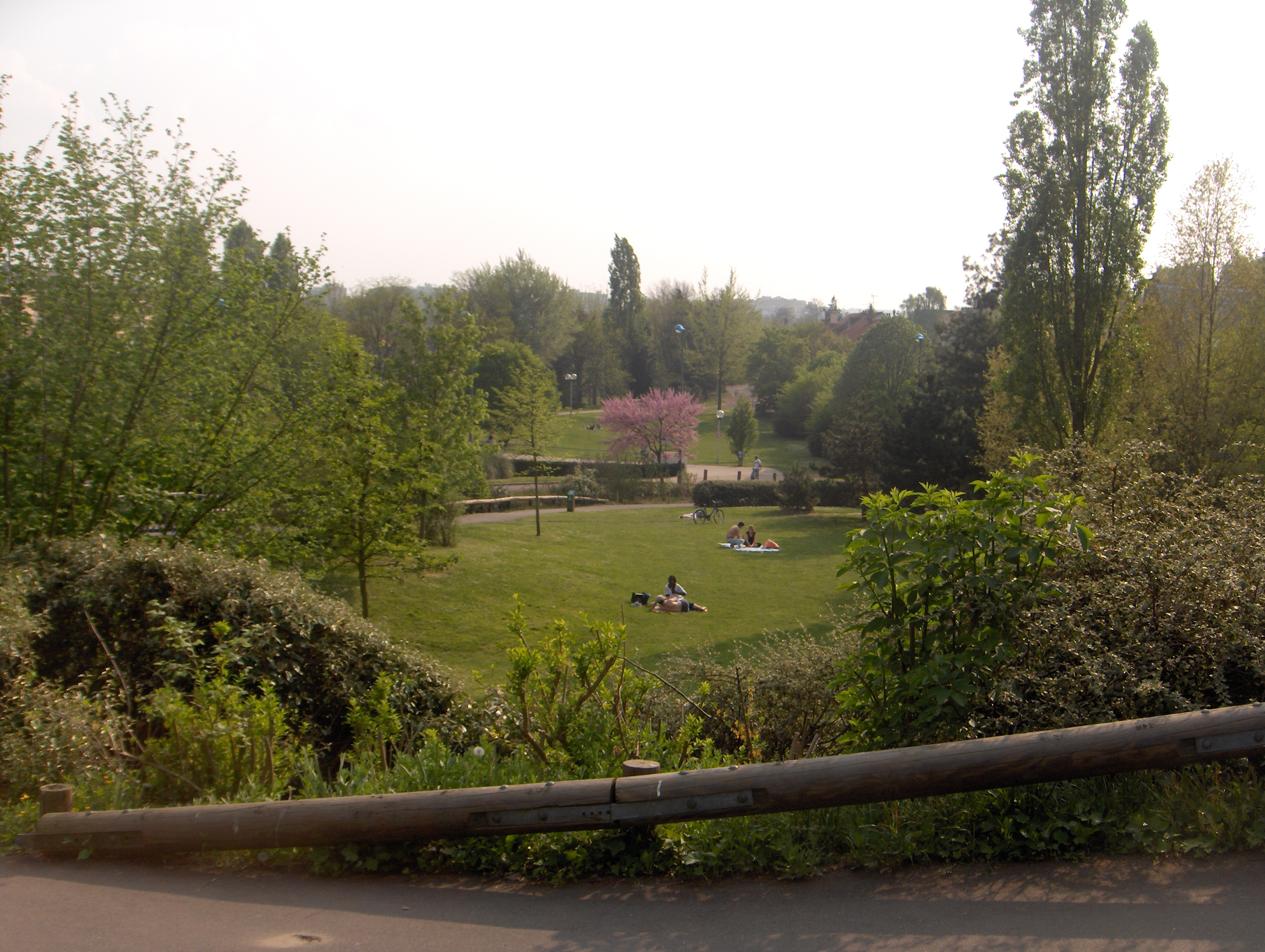
Un des parcs de la Coulée verte, à Fontenay-aux-Roses.

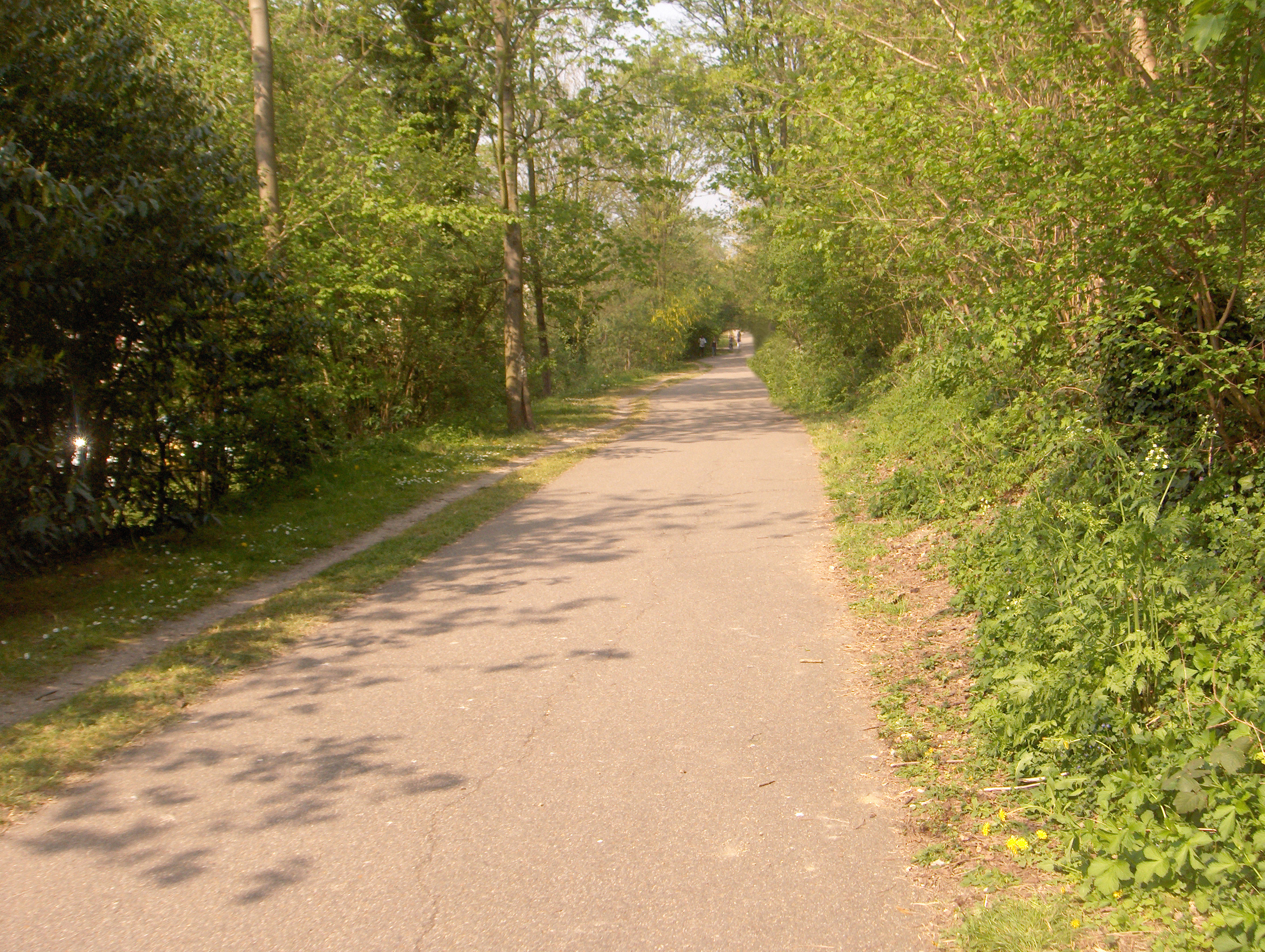
Un des chemins de la Coulée verte, à Antony.

## L'itinéraire
L'espace aménagé, entrecoupé de carrefours routiers, comprend suivant la surface disponible :
- une piste cyclable aménagée de bout en bout (14 km) ;
- des cheminements piétonniers ;
- des aires de jeux pour enfants ;
- des terrains de sport.

Il est d'usage à Paris de commencer le trajet de la place de Catalogne, où une piste cyclable mène directement jusqu'à Malakoff, début officiel de la Coulée verte. Depuis la banlieue, la Gare de Vanves - Malakoff de la ligne N permet de s'en rapprocher.
Plusieurs possibilités de jonction existent tout au long du parcours :
- De manière générale, Paris est traversée de nombreuses pistes cyclables permettant de rejoindre la Porte de Vanves (notamment le long du T3a) ;
- station de métro Malakoff - Plateau de Vanves, sur la ligne 13 du métro : elle se situe à quelques mètres de la Coulée verte et un parking vélo est disponible ;
- station de métro Châtillon - Montrouge (terminus sud de cette même ligne 13) : la sortie de la station donne directement sur la piste cyclable.

Il est également possible de rejoindre aisément la piste aux points de croisement avec le RER B :
- à Fontenay-aux-Roses, sur le RER B : la piste cyclable traverse les voies du train à quelques dizaines de mètres après la gare ;
- à Robinson, une piste cyclable de liaison traversant la ville de Sceaux via la rue Houdan permet de rejoindre la Coulée verte. La station se trouve cependant plus loin de la promenade que celle de Fontenay-aux-Roses ;
- au parc de Sceaux : après un détour dans le parc (RER B Parc de Sceaux) en empruntant la sortie nord-ouest, la piste cyclable se situe à une centaine de mètres ;
- à Massy - Verrières : la station est située non loin des pistes cyclables. Il faut pour cela passer sous la LGV Atlantique.

## Voirie empruntée
La Coulée verte, partant de la porte de Vanves et arrivant à Massy, est empruntée par le GR655 qui est la version moderne de la via Turonensis, un des chemins du pèlerinage de Saint-Jacques-de-Compostelle. 
La Coulée verte fait également partie de la véloroute Véloscénie.
Le parcours est jalonné de bornes sur lesquelles a été récemment posé le logo de Véloscénie.

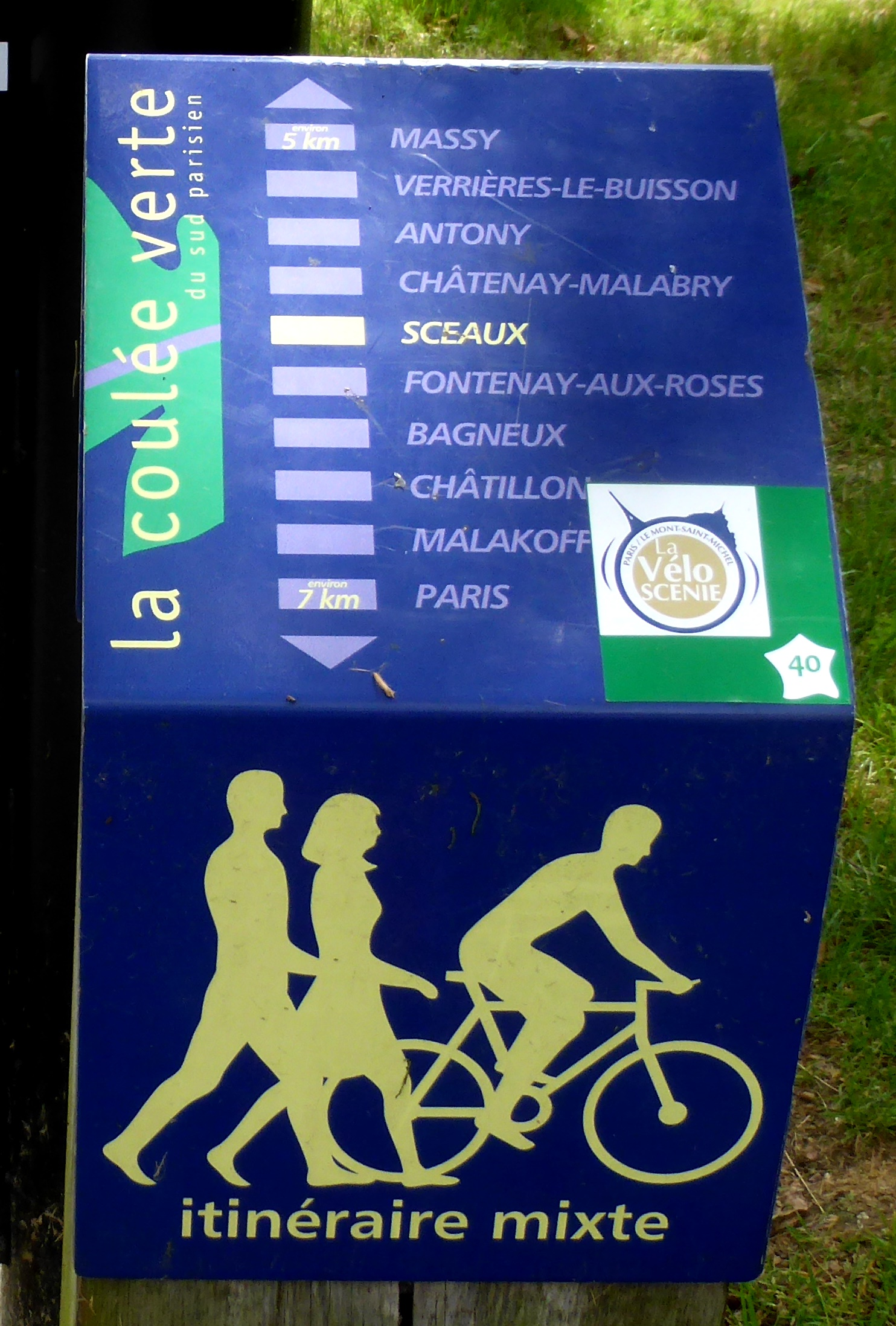
Logo de Véloscénie sur une borne de la Coulée verte.

Une partie de son tracé est proche de la voirie existante ou confondu avec elle:
- Paris
  - Rue Vercingétorix
  - Rue Julia-Bartet
- Malakoff
  - Boulevard Charles-de-Gaulle à Malakoff
  - Boulevard Gabriel-Péri
  - Rue Raymond-David
  - Boulevard Camélinat
- Châtillon
  - Avenue de Paris
  - Rue André-Gide
  - Avenue de la République
  - Rue Étienne-Deforges
  - Rue Pierre-Semard
  - Rue Perrotin
- Bagneux
  - Avenue du Général-de-Gaulle
  - Rue Blanchard
- Fontenay-aux-Roses
  - Rue Georges-Bailly
  - Rue Marx-Dormoy
  - Avenue Lombart
  - Rue Robert-Marchand
  - Rue Jean-Noël-Pelnard

## Principaux lieux d'intérêt rencontrés
Sont inscrites à l’Inventaire général du patrimoine culturel les parties situées sur les communes de Fontenay-aux-Roses et Châtenay-Malabry.
Sur le tracé de la promenade
- Château et parc de Sceaux longés de près (entrée à environ 100 mètres)

À Paris, sur le tracé précédant la promenade
- Place de Catalogne
- Place de Séoul, autre réalisation de l'architecte Ricardo Bofill
- Église Notre-Dame-du-Travail, construite pour les ouvriers du quartier qui travaillaient sur le chantier de l'exposition universelle de 1900 : rare édifice du culte à structure métallique apparente.

## Développements
La Coulée verte est un élément de la véloroute Paris-Mont-Saint-Michel (Véloscénie). 
Dans la région Île-de-France, les aménagements réalisés pour cette véloroute se limitent actuellement, pour l'essentiel, à cette coulée verte et à la voie verte de l'aérotrain, réalisée en 2014 de Gometz-le-Châtel à Bonnelles.
À l'occasion de la rénovation du viaduc des Fauvettes sur l'ancienne ligne de Paris à Chartres par Gallardon, une section est ouverte entre Bures-sur-Yvette et Gometz-le-Châtel. 
Ce tronçon d'environ un kilomètre, accessible à pied et praticable avec un vélo tout terrain (VTT), n'est cependant actuellement pas aménagé pour la randonnée à vélo. Il comprend des passages boueux aux deux extrémités. 
Ce tronçon fait l'objet d'un projet d'aménagement de voie verte, la coulée verte de l'Yvette, qui fera également partie de la véloroute Véloscénie.
La coulée verte est en cours de prolongement d'environ 1 km jusqu'au niveau de la gare de Massy-Palaiseau (côté Vilmorin) avec construction de passerelles enjambant l'avenue du Général-de-Gaulle et la rue Victor-Basch à Massy et d'un mur de soutènement de 145 m. L'ouverture de ce prolongement en travaux à l'été 2025 est annoncée pour le printemps 2026.